# 王琇 (劉宋)
王琇（？—？），琅邪临沂人，王导曾孙，王谧之子，王瓘、王球的弟弟，进入刘宋后，兄弟三人均至高官。
景平二年（424年）七月，傅亮、徐羡之等人废黜宋少帝刘义符，王琇当时担任侍中，参与拥立宋文帝刘义隆。王琇后来担任临海郡太守，谢灵运从始宁南山带领家僮数百人伐木开路，直至临海。临海太守王琇非常惊骇，还以为是山贼，知道是谢灵运才放心。谢灵运给王琇赠诗：“邦君难地险，旅客易山行。”